# Phyllachora egenula
Phyllachora egenula är en svampart som beskrevs av Syd. 1938. Phyllachora egenula ingår i släktet Phyllachora och familjen Phyllachoraceae.   Inga underarter finns listade i Catalogue of Life.